# Coaling a Battleship at Nagasaki
Coaling a Battleship at Nagasaki è un cortometraggio muto del 1904. Il nome del regista non viene riportato nei credit del film né vi appare quello di un operatore.

## Trama
Rifornimento di carbone di una nave da battaglia a Nagasaki.

## Produzione
Il film fu prodotto dalla Hepworth. Venne girato in Giappone, a Nagasaki.

## Distribuzione
Distribuito dalla Hepworth, il documentario - un cortometraggio della lunghezza di 15,2 metri - presumibilmente uscì nelle sale cinematografiche britanniche nel 1904.
Non si hanno altre notizie del film che si ritiene perduto, forse distrutto nel 1924 quando il produttore Cecil M. Hepworth, ormai fallito, cercò di recuperare l'argento del nitrato fondendo le pellicole.